# Pjotr Nikolajevič Wrangel
Baron Pjotr Nikolajevič Wrangel (rusky Пётр Николаевич Врангель, německy Peter von Wrangel; 15. srpnajul./ 27. srpna 1878greg., Mukuliai, Ruské impérium, dnešní Litva – 25. dubna 1928, Brusel) byl ruský bělogvardějský generál, který byl přezdíván „Černý baron“, vzhledem k tomu, že velice často nosil černou kozáckou uniformu.

## Mládí
Wrangel se narodil 27. srpna 1878 v Mukuliai (dnešní Zarasai v Litvě) do šlechtické rodiny baltských Němců. Rod Wrangelů patřil k významným baltským rodům od 16. století se silnými vazbami na Prusko, Švédsko a Rusko. Do tohoto rodu patřil i mj. Carl Gustav Wrangel, který byl jako velitel koncem třicetileté války činný i na českém území.
Mladý Wrangel v roce 1896 dokončil Střední technickou školu v Rostově na Donu a roku 1901 úspěšně ukončil studium na Hornickém institutu v Petrohradě. Nedal se ale na dráhu důlního inženýra a v roce 1902 vstoupil do armády. Nejprve působil v Irkutsku, pak se už jako důstojník zúčastnil rusko-japonské války. Po válce v roce 1904 se zapojil do trestné výpravy v Pobaltí, která eliminovala nacionalistické tendence místních obyvatel.[zdroj⁠?!] Roku 1910 absolvoval Vojenskou akademii generálního štábu.

### První světová válka
Se začátkem 1. světové války byl povýšen na kapitána a v říjnu 1914 obdržel jako první[zdroj⁠?!] ruský voják ve válce řád sv. Jiří (jedno z nejvyšších ocenění). Bojoval v Haliči, kde se vyznamenal především při Brusilovově ofenzívě 1916 a při obraně řeky Zbruč v roce 1917.

## Občanská válka

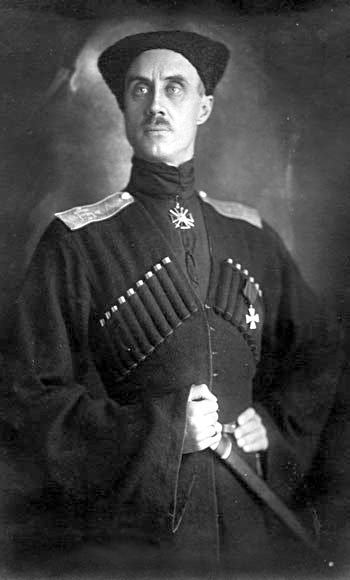
Generál Wrangel ve své černé uniformě

Po vystoupení Ruska z války rezignoval na svoji pozici a uchýlil se do své vily na Krymu. Na konci roku 1917 byl uvězněn bolševiky, ale podařilo se mu uniknout na Ukrajinu. V Kyjevě se přidal k Pavlu Skoropadskému, který vyhlásil nezávislý Ukrajinský stát. Když Wrangel zjistil, že stát je de facto loutkou Německa, opustil Ukrajinu a v srpnu 1918 se v Krasnodaru přidal k dobrovolnické armádě bojující proti bolševikům.
Dostal svoji vlastní divizi a úspěšně vedl boj proti bolševikům v oblasti Kubáně. Agresivním a cílevědomým přístupem dosáhl mnoha vítězství a výrazně rozšířil řady svého vojska. V lednu 1919 tak vznikla pod jeho velením Kavkazská dobrovolnická armáda. Získal si reputaci velice schopného velitele, který na rozdíl od jiných „bílých generálů“ netoleroval plenění a vraždění civilistů svými vojsky. Brzy se ale dostal do sporů s Antonem Děnikinem, který velel celé „Bílé armádě“ v jižním Rusku. Generál Děnikin preferoval přímý vojenský útok na Moskvu s myšlenkou dobýt sovětské hlavní město. Generál Wrangel dával přednost útoku na Caricyn (dnešní Volgograd) a spojit se tak s jednotkami admirála Kolčaka bojujícími na Sibiři. Nakonec zvítězil Děnikinův plán a Wrangelovo vojsko bylo donuceno postupovat na sever na Moskvu. Neshody s Děnikinem nakonec přerostly v odchod Wrangela od Bílé armády. V únoru 1920 tak opustil Rusko a uchýlil se do exilu v Istanbulu.
Na Sibiři mezitím zkolabovala Kolčakovova vláda a samotný admirál Kolčak byl popraven. Bělogvardějský útok na Moskvu selhal a generál Děnikin byl odvolán. Celková situace začínala být pro bělogvardějce zoufalá, a proto byl generál Wrangel povolán zpátky z exilu do Ruska. V dubnu 1920 se stal vrchním velitelem bílých sil v jižním Rusku. Provedl několik významných reforem, ale pro Bílou armádu už bylo příliš pozdě. Bílí už ztratili podporu, jak v zahraničí, tak doma v Rusku. Jejich armády utrpěly v boji proti početnějším a lépe vyzbrojeným bolševikům několik výrazných porážek, a tak Wrangel měl pod kontrolou pouze území Krymu.
Protože by čelil jisté porážce, zorganizoval evakuaci svých vojsk z Krymu přes Černé moře do Istanbulu. Každému dal svobodně na vybranou. Každý důstojník, voják nebo civilista se mohl zvolit buď cestu s Wrangelem do Istanbulu za nejistou budoucností nebo setrvání na Krymu a čekání na příchod Rudé armády. Na palubě 151 osobních a válečných lodí odplulo z Ruska do Istanbulu na 151 000 osob. Poslední voják opustil Krym společně s generálem 14. listopadu 1920.

## Život v emigraci

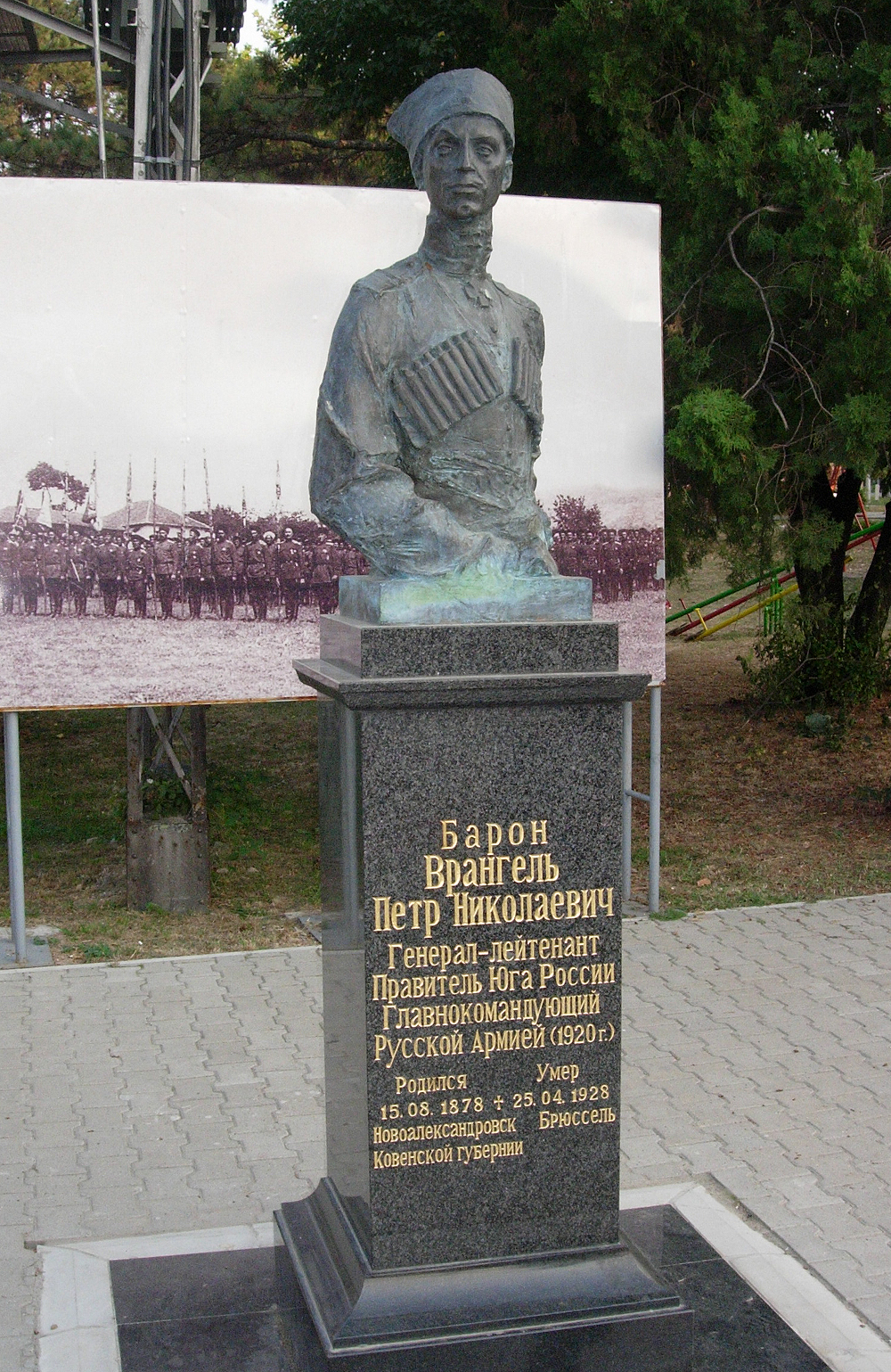
Památník generála Wrangela v Sremských Karlovcích, Srbsko

Po evakuaci žil na své jachtě v Istanbulu. Jeho loď se však záhy potopila po srážce s italským parníkem, který přijížděl ze sověty drženého města Batumi. Wrangel unikl smrti jen o vlásek a celý incident se začal považovat za pokus o atentát.
Poté začal Wrangel cestovat a organizovat ruské emigranty. Navštívil Tunisko, Turecko a Jugoslávii a postupem doby se z něho stala hlava emigrantů, kteří museli před bolševiky uprchnout z Ruska. V roce 1924 založil s dalšími emigranty Ruský vševojenský svaz, který působil politicky na vlády ostatních zemí, ale také podporoval protikomunistický odboj v samotném Sovětském svazu. Sám generál se usídlil v roce 1927 v Bruselu, kde pracoval jako důlní inženýr (kde konečně zužitkoval své vzdělání z Hornického institutu v Petrohradu), a začal psát paměti. Jeho paměti, které nazval Zápisky, vyšly v roce 1928 v Berlíně.

## Smrt
Wrangel zemřel velice náhle ve 49 letech v Bruselu. Ohledně jeho smrti existují určité nejasnosti. Je možné, že byl otráven sluhou svého bratra, který byl údajně agentem sovětské NKVD. Pohřeb se sice konal v Bruselu, ale nakonec generálovy ostatky podle jeho přání spočinuly v roce 1929 v Bělehradě.
V Sremských Karlovcích, které sloužily jako jeho velitelství a sídlo synodu Ruské pravoslavné církve v zahraničí, mu byl vztyčen pomník, který zaplatilo ministerstvo kultury Ruské federace.[zdroj⁠?!]